# 肯尼亚地理

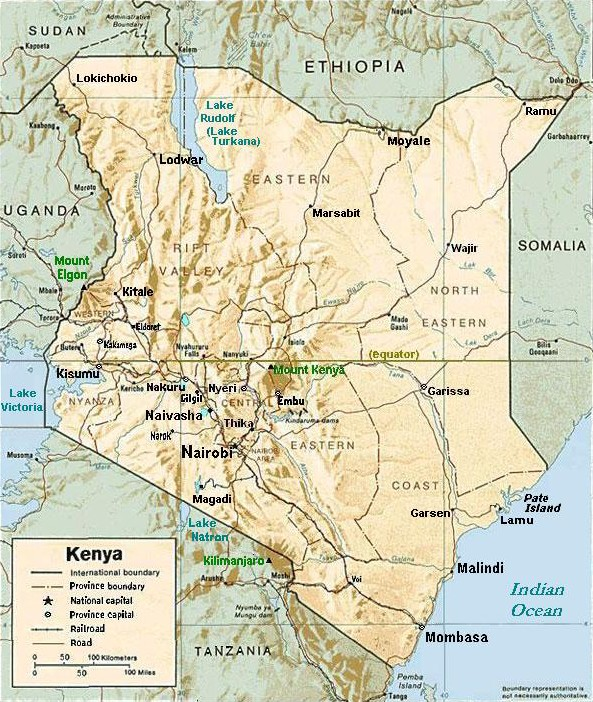
肯尼亚地图

肯尼亚的位置

肯尼亚的地理差異很大，肯尼亚有靠印度洋的海岸線，其中包括東非紅樹林的沼澤，肯尼亚也有广阔的平原及众多的丘陵。
中肯尼亚和西肯尼亚的地理特徵有肯亞大裂谷、肯亞最高的肯尼亚山及位在肯亞及烏干達邊界的埃爾貢山。西肯尼亚的卡卡梅加森林是東非雨林的遺跡。茅森林的大小比卡卡梅加森林大很多，是東非最大的複合林。非洲最高的乞力马扎罗山也在肯尼亚。

## 地理

### 位置
- 位在東非，鄰近印度洋，在索馬利亞及坦尚尼亞之間。
- 经纬度：1°00′N 38°00′E / 1.000°N 38.000°E

### 面積
- 總面積：582,650平方（224,960平方英里）
- 陸地：569,140平方（219,750平方英里）
- 水體：11,227平方（4,335平方英里）

### 陸地國界
- 總長度：3,457 km（2,148 mi）
- 鄰近國家及國界長度：衣索匹亞 867 km（539 mi）、索馬利亞 684 km（425 mi）、南蘇丹 317 km（197 mi）、坦尚尼亞 775 km（482 mi）、烏干達 814 km（506 mi）[1]。

## 海岸線

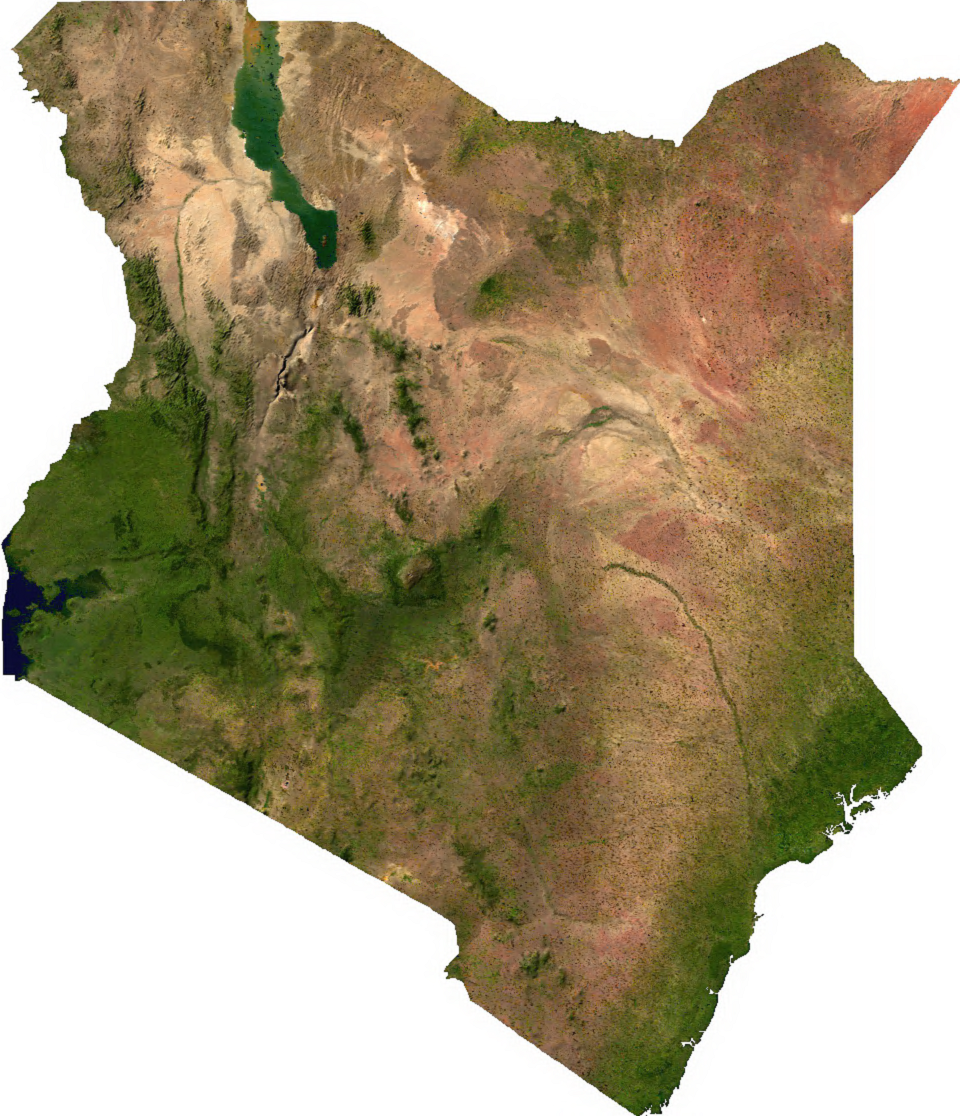
肯亞的衛星圖

- 鄰近印度洋的海岸線536 km (333 mi)。

### 聲稱海域
- 領海：12 nmi（22.2 km；13.8 mi）
- 專屬經濟區：200 nmi（370.4 km；230.2 mi）
- 大陸棚：200公尺深或是到已開採的深度

## 地質學
西肯尼亚有三分之二的地區是上新世-更新世的火山岩，沈積在前寒武纪的基岩上。肯尼亚的東南角是由二疊紀至晚三疊世的卡魯系統沈積物組成，在蒙巴薩地區的海岸也有一塊是侏羅紀時代的沉積物。安扎槽是西北-東南走向的裂谷，從印度洋岸延伸到圖爾卡納湖，安扎槽也導致冈瓦那大陆的分離。

## 气候

肯尼亚各地的氣候

肯尼亚的氣候隨位置而變，有些地方每天都很涼爽，也有溫暖甚至炎熱的地區。肯尼亚沿海地区为热带气候，全年高温多雨。像蒙巴薩、拉穆镇和馬林迪等海岸城镇，每天氣溫可以在涼爽和炎熱之間變化。
肯尼亚越往內陸，其氣候就越乾旱。當地的乾旱氣候是幾乎沒有降雨，日夜溫度會有大幅的變化。肯尼亚的許多地方幾乎每天的日夜溫差都到達攝氏20度。海拔因素是影响气温的主要原因。在高海拔地区，气温有明显下降。

## 地形

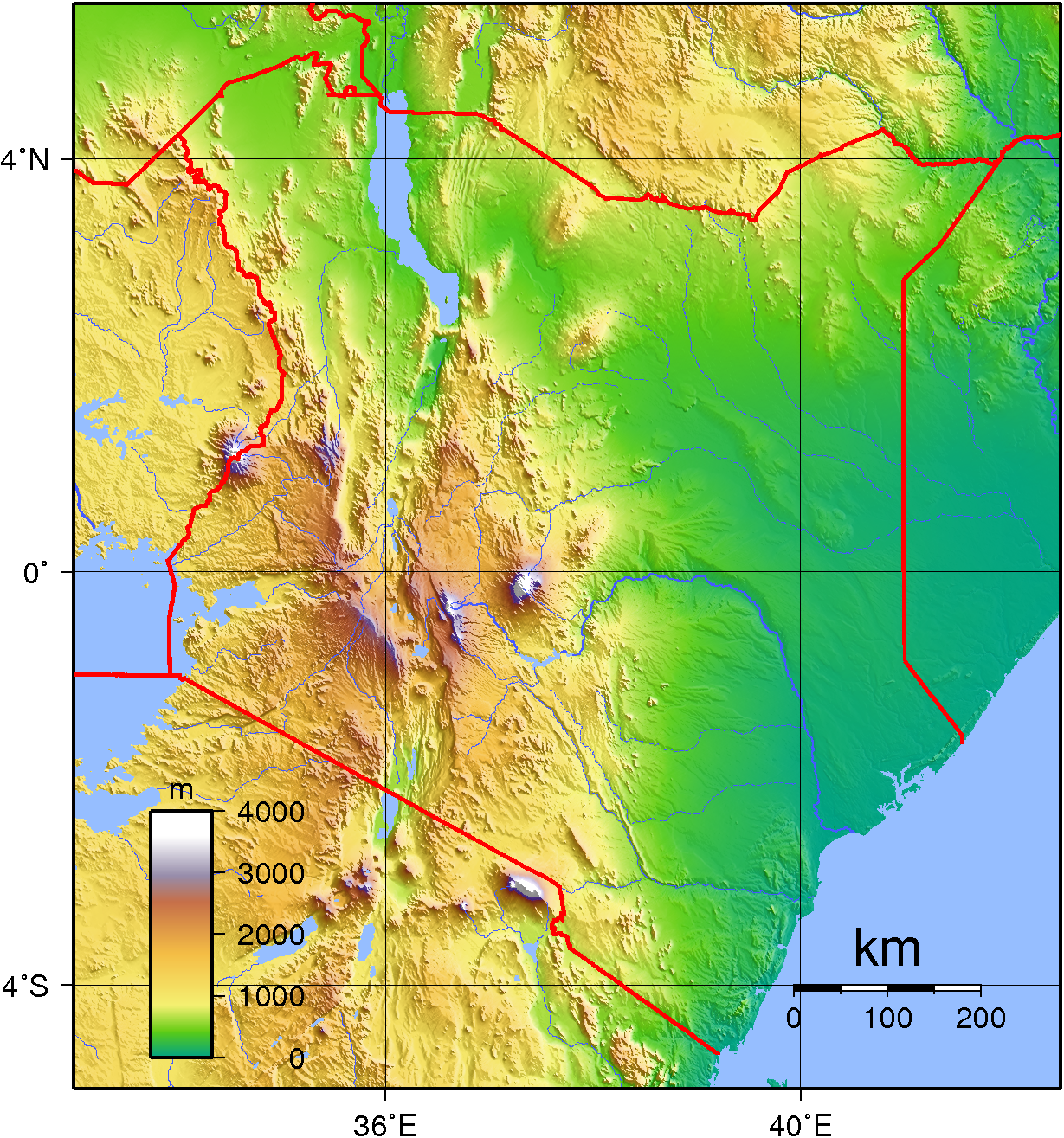
肯尼亚地形圖

肯尼亚的地形是東邊較低，往西漸漸昇高，但被東非大裂谷截斷，在肯尼亚的西邊也有肥沃的高原。

### 海拔最高及最低點
肯尼亚的最低點是靠印度洋的海平面，最高點是海拔5199公尺的肯尼亚山。

### 水文
肯尼亚最主要的河流为阿西-加拉纳河与塔纳河。另外，埃瓦索恩吉罗河是肯尼亚北部地区的主要水源。维多利亚湖位于肯尼亚以西。图尔卡纳湖是该国最大的湖泊。

### 矿产资源
肯尼亚的主要矿产有石灰石、纯碱、盐、宝石、萤石、锌、硅藻土及石膏、石油及天然氣等。

## 土地使用
肯尼亚土地中有9.8%為耕地，2011年時，耕地中有0.9%種植長期作物，有37.4%為永久牧場，有6.1%為森林。
2003年時，肯尼亞有灌溉土地共1032平方公里。

### 水資源
肯尼亚所有可回收的水資源有30.7 km3（2011年），回收的淡水為每年2.74km3，人均回收淡水量為：72.96m3 /年（2003年）。

## 自然灾害
肯尼亚最主要的自然灾害为旱季的干旱及雨季的洪涝。
肯尼亚境內有局部的火山活動，貝瑞爾火山（高度1,032 m）上一次的爆發是在1921年，境內其他火山也曾爆發過。

### 環境議題

#### 目前議題
目前威脅肯尼亚環境的議題有：城市廢水及工業廢水、使用殺蟲劑及肥料造成的水質劣化、森林開伐、維多利亞湖的凤眼蓝為患、土壤流失、沙漠化及偷獵。

#### 國際環境協定
- 是以下協定的成員國：生物多樣性、联合国气候变化框架公约、京都议定书、沙漠化、瀕危物種、危險廢棄物（英语：Hazardous Wastes）、海洋法、傾物入海（英语：Marine Dumping）、海洋生物保護（英语：Marine Life Conservation）、蒙特利尔议定书、船舶汙染（MARPOL 73/78）、湿地、捕鯨。

## 地理極點
以下是肯尼亚地理極點的列表，是最北、最南、最東及最西的點。
- 最北點：圖爾卡納郡的Kalukwakerith山（英语：Kalukwakerith）
- 最東點：曼德拉郡、索馬利亞和衣索匹亞的三邊交界。
- 最南點：夸勒郡和坦尚尼亞鄰近印度洋的海岸。
- 最西點：布希亞郡的維多利亞港

註：Kalukwakerith山位在有主權爭議的埃莱米三角。